# Ukrajina na Olimpijskim igrama 2016.
Ukrajina je nastupila na Ljetnim olimpijskim igrama 2016. u Brazilu.

## Streljaštvo
- Muški - tri pozicije 50 m: 1 mjesto (Serhij Kuliš)
- Žene - zračni pištolj 10 m: 1 mjesto (Olena Kostevyč)[1]